# Astatotilapia bloyeti
Astatotilapia bloyeti е вид бодлоперка от семейство Цихлиди (Cichlidae). Видът не е застрашен от изчезване.

## Разпространение
Разпространен е в Кения, Танзания и Уганда.

## Описание
На дължина достигат до 15 cm.